# Oliver Mowat
Oliver Mowat (né le 22 juillet 1820 et mort le 19 avril 1903) était un homme politique canadien. Il a été le troisième premier ministre de l'Ontario de 1872 à 1896, le mandat le plus long de l'histoire de l'Ontario. Il est l'un des Pères de la Confédération.

Oliver Mowat est le troisième premier ministre de l'Ontario de 1872 à 1896.

## Biographie
Né à Kingston au Haut-Canada, fils de John Mowat et de Helen Levack Mowat et l'arrière-grand-oncle de l'auteur canadien Farley Mowat, Oliver Mowat il était avocat avant d'entrer en politique.
En janvier 1836, alors qu'il n'avait pas encore seize ans, il a travaillé comme apprenti dans le cabinet juridique de John A. Macdonald. Il a été appelé au barreau du Haut-Canada le 5 novembre 1841.
En 1846, Mowat a épousé Jane Ewart, la fille de John Ewart, un homme d'affaires et architecte torontois. En 1856, Mowat est nommé Conseiller de la reine.

### Carrière politique
Mowat est d'abord élu conseiller municipal pour la ville de Toronto en 1857. Il est par la suite élu député à l'Assemblée législative de la province du Canada dans la circonscription d'Ontario-Sud. Bien qu'il ait pris les armes pour la cause royaliste lors de la Rébellion du Haut-Canada en 1837 , ce qui suggère une idéologie conservatrice, sa méfiance des politiques de Macdonald, de George-Étienne Cartier et des autres dirigeants du Parti conservateur l'ont poussé à se ranger du côté des Réformistes.
En tant que député de 1858 à 1864, il était très proche de George Brown. Il a été nommé secrétaire de la province en 1858 pendant le gouvernement Brown-Dorion, qui n'a duré que deux jours. De 1863 à 1864, il a été nommé au conseil des ministres de John Sandfield Macdonald en tant que Maître général des Postes. Il était un grand défenseur du principe de représentation selon la population (au contraire de la représentation égale entre le Canada-Ouest et le Canada-Est).
Mowat était un membre de la Grande Coalition de 1864 et a participé à la conférence de Québec, où il a joué un rôle important dans l'élaboration de la séparation des compétences entre les gouvernements fédéral et provinciaux. Cette même année, il a été nommé vice-chancelier de l'Ontario, poste qu'il conservera jusqu'en 1872, lorsqu'il est devenu Premier ministre de l'Ontario.

#### Premier ministre

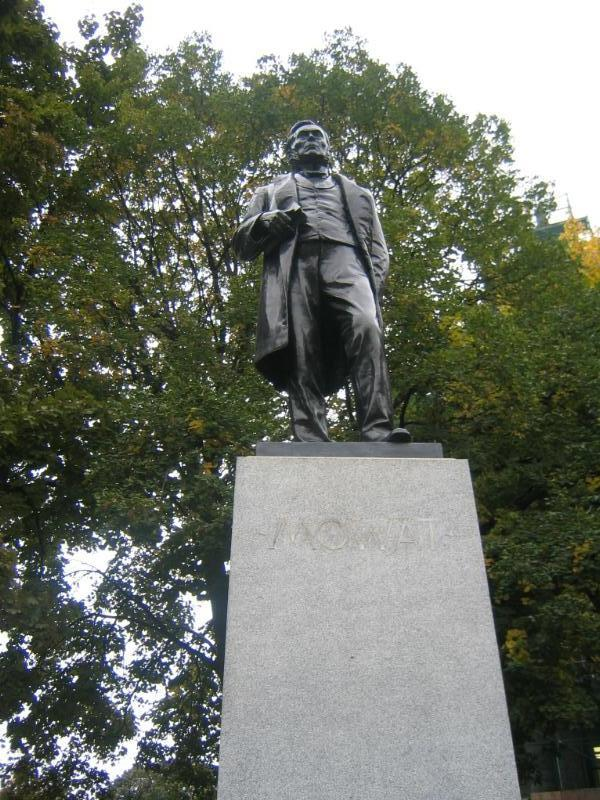
La statue de Mowat dans la capitale de Queen's Park à Toronto.

Gouvernement à la fois protestant et catholique, c'est avec le gouvernement de Mowat que l'Ontario prend un virage vers le progrès. Mowat deviendra aussi un précurseur de la défense du fédéralisme canadien. Il établira des rapports légaux dans plusieurs domaines notamment dans celui du droit des provinces.
Dans ce contexte, Mowat s'est heurté à maintes reprises au gouvernement fédéral dans plusieurs dossiers : frontières provinciales, la juridiction par rapport aux permis d'alcool et le bois d'œuvre parmi d'autres. Ces batailles légales qui ont été gagnées par son gouvernement ont influencé les lois provinciales et fédérales du pays.
Mowat a fait de l'Ontario la plus riche des provinces du Canada.
Procureur général pendant cette période, il a introduit des réformes telles le scrutin à vote secret et il accordé le droit de vote au-delà des propriétaires. Il a également créé le palier municipal dans l'administration de l'Ontario.

#### Politique fédérale
En 1896, alors qu'il était chef de l'opposition, Wilfrid Laurier a convaincu Mowat de faire le saut au fédéral. La force d'un Canadien français (Laurier) au Québec et le prestige de Mowat en Ontario ont permis aux libéraux de gagner les élections de 1896. En 1896, Mowat est devenu ministre de la Justice et, quelques jours plus tard, sénateur.

#### Lieutenant-gouverneur
En 1897, Mowat est nommé lieutenant-gouverneur de l'Ontario, poste qu'il conservera jusqu'à sa mort en 1903.

Oliver Mowat devient sénateur du Canada en 1896[6]
Oliver Mowat est nommé lieutenant-gouverneur de l'Ontario en 1897[6]

## Décès
Mowat s’éteint à l'âge de 82 ans dans le centre-ville de Toronto  le 19 avril 1903, alors qu'il est lieutenant-gouverneur de l'Ontario.